# Плуневе-Моэдек
Плуневе́-Моэде́к (фр. Plounévez-Moëdec, брет. Plounevez-Moedeg) — коммуна во Франции, находится в регионе Бретань. Департамент — Кот-д’Армор. Входит в состав кантона Плестен-ле-Грев. Округ коммуны — Ланьон.
Код INSEE коммуны — 22228.

## География
Коммуна расположена приблизительно в 430 км к западу от Парижа, в 140 км западнее Ренна, в 50 км к западу от Сен-Бриё.

## Население
Население коммуны на 2016 год составляло 1 434 человек.
| 1962 | 1968 | 1975 | 1982 | 1990 | 1999 | 2008 | 2016 |
| ---- | ---- | ---- | ---- | ---- | ---- | ---- | ---- |
| 1922 | 2066 | 1890 | 1641 | 1482 | 1347 | 1433 | 1434 |

## Администрация
| Период | Период | Фамилия          | Партия                              | Примечания                                        |
| ------ | ------ | ---------------- | ----------------------------------- | ------------------------------------------------- |
| 1971   | 1992   | Франсис Кадудаль | Французская коммунистическая партия | член генерального совета департамента (1976—1992) |
| 1993   | 1995   | Жан Лоран        | Французская коммунистическая партия |                                                   |
| 1995   |        | Жерар Килен      | Разные левые                        | член генерального совета департамента (2001-2015) |

## Экономика
В 2007 году среди 823 человек в трудоспособном возрасте (15—64 лет) 587 были экономически активными, 236 — неактивными (показатель активности — 71,3 %, в 1999 году было 64,4 %). Из 587 активных работали 543 человека (303 мужчины и 240 женщин), безработных было 44 (24 мужчины и 20 женщин). Среди 236 неактивных 61 человек были учениками или студентами, 89 — пенсионерами, 86 были неактивными по другим причинам.

## Достопримечательности
- Церковь Св. Петра (XVI век). Исторический памятник с 1932 года[3]
- Часовня Сен-Люван, или Сен-Лаван (XVIII век). Исторический памятник с 1926 года[4]
- Часовня Сент-Жён (XVI век). Исторический памятник с 1970 года[5]
- Часовня Сен-Жан (XVI век). Исторический памятник с 1922 года[6]
- Придорожное распятие (XVII век). Исторический памятник с 1933 года[7]
- Римский мост (XV век)

## Фотогалерея

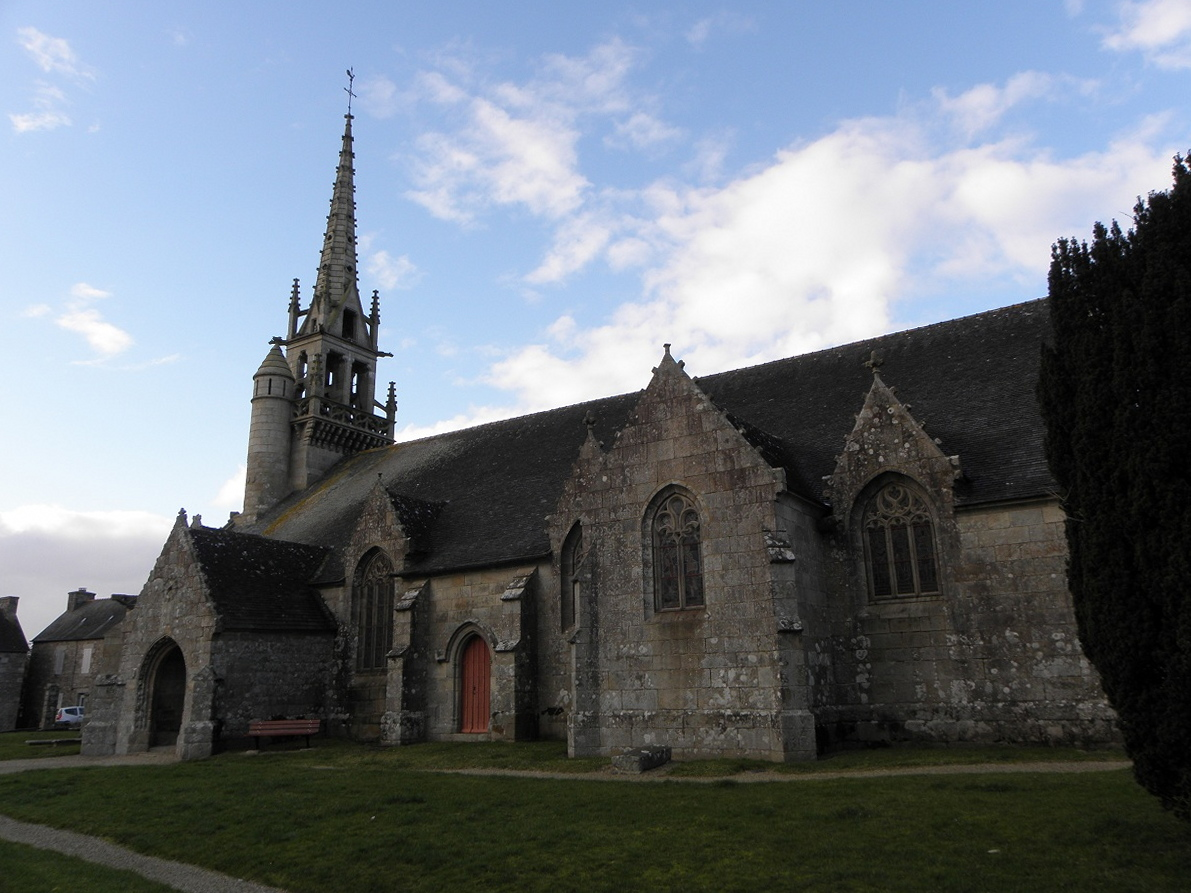
Церковь Св. Петра
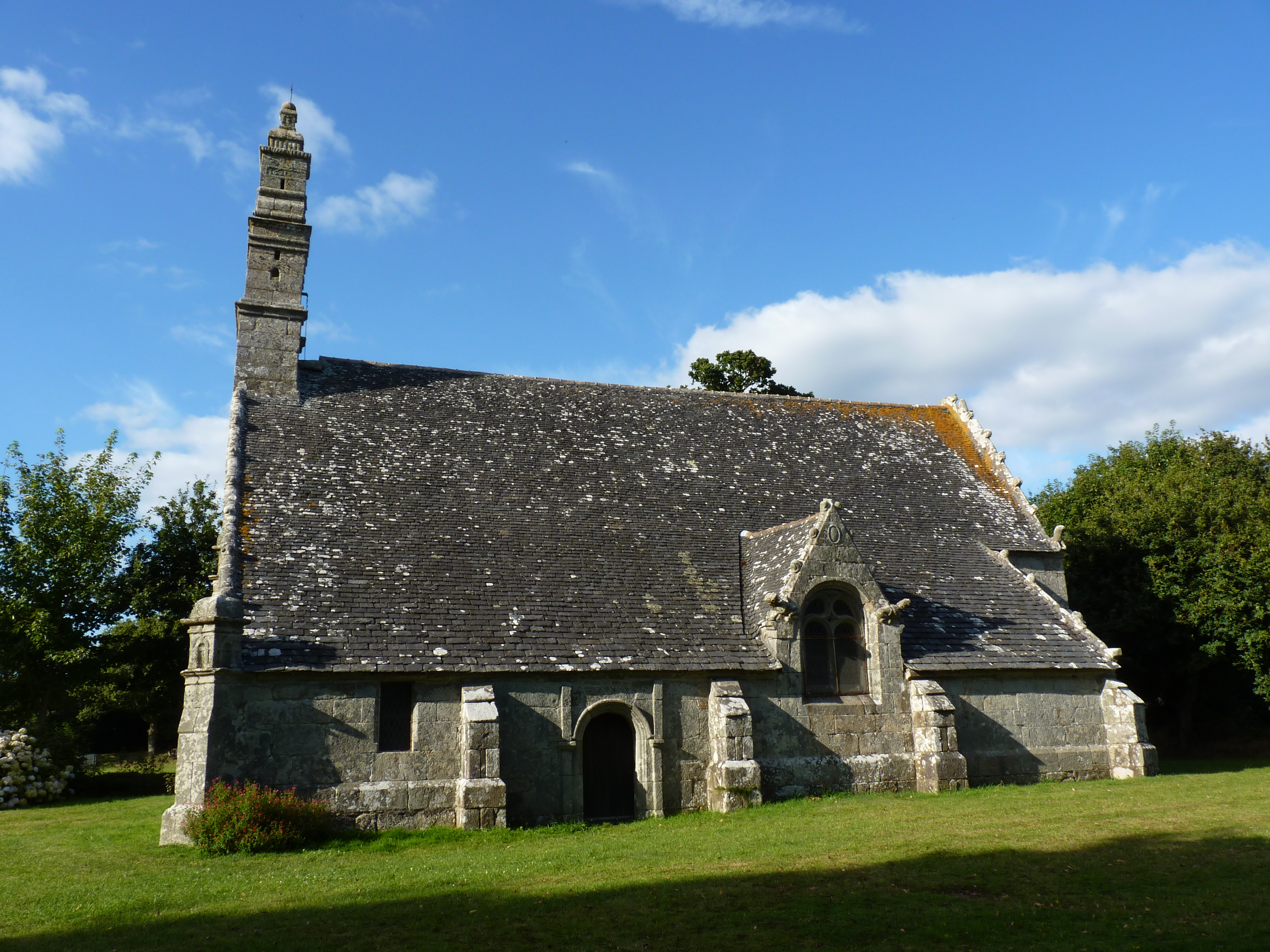
Часовня Сент-Жён
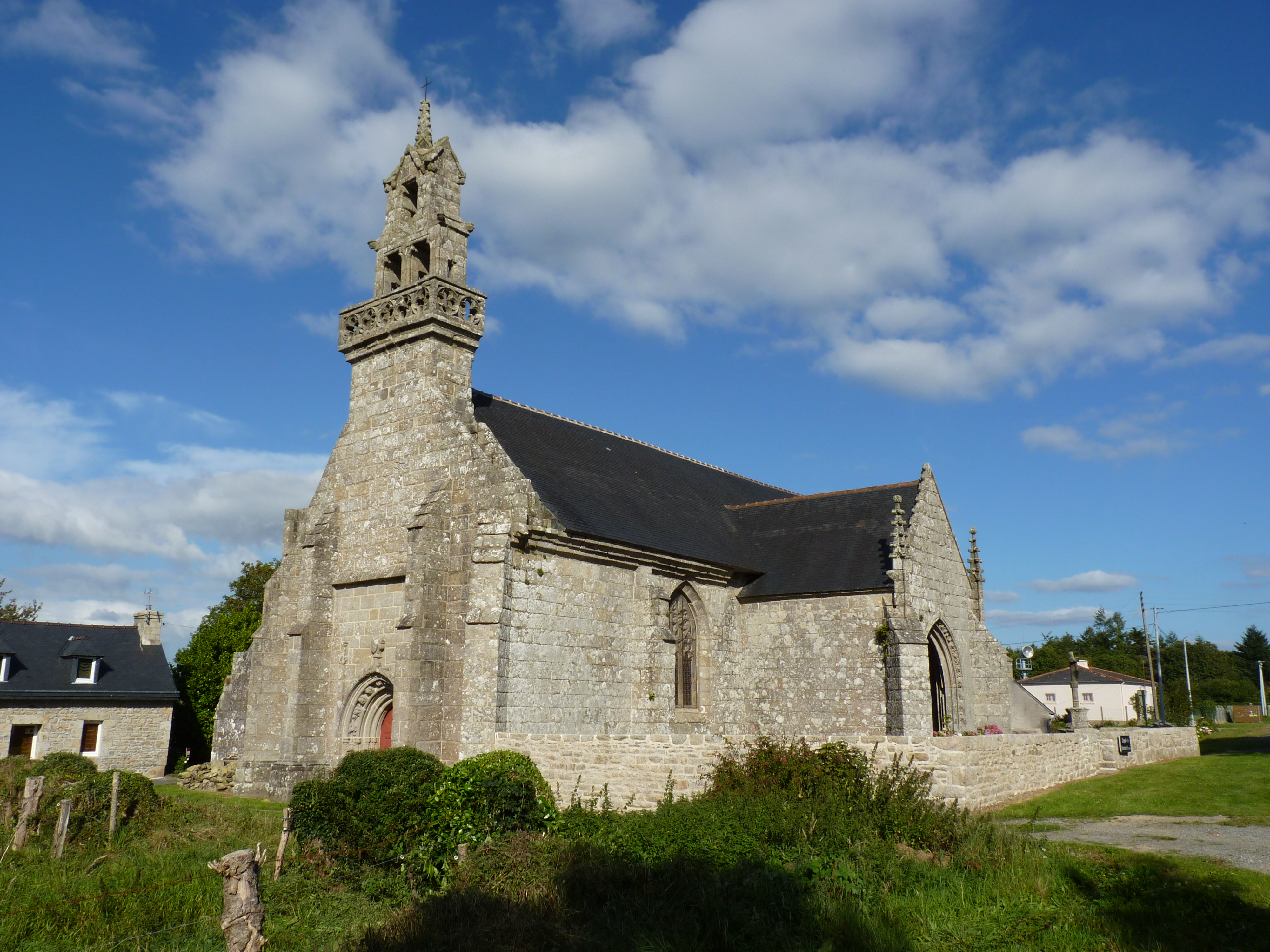
Часовня Сен-Жан
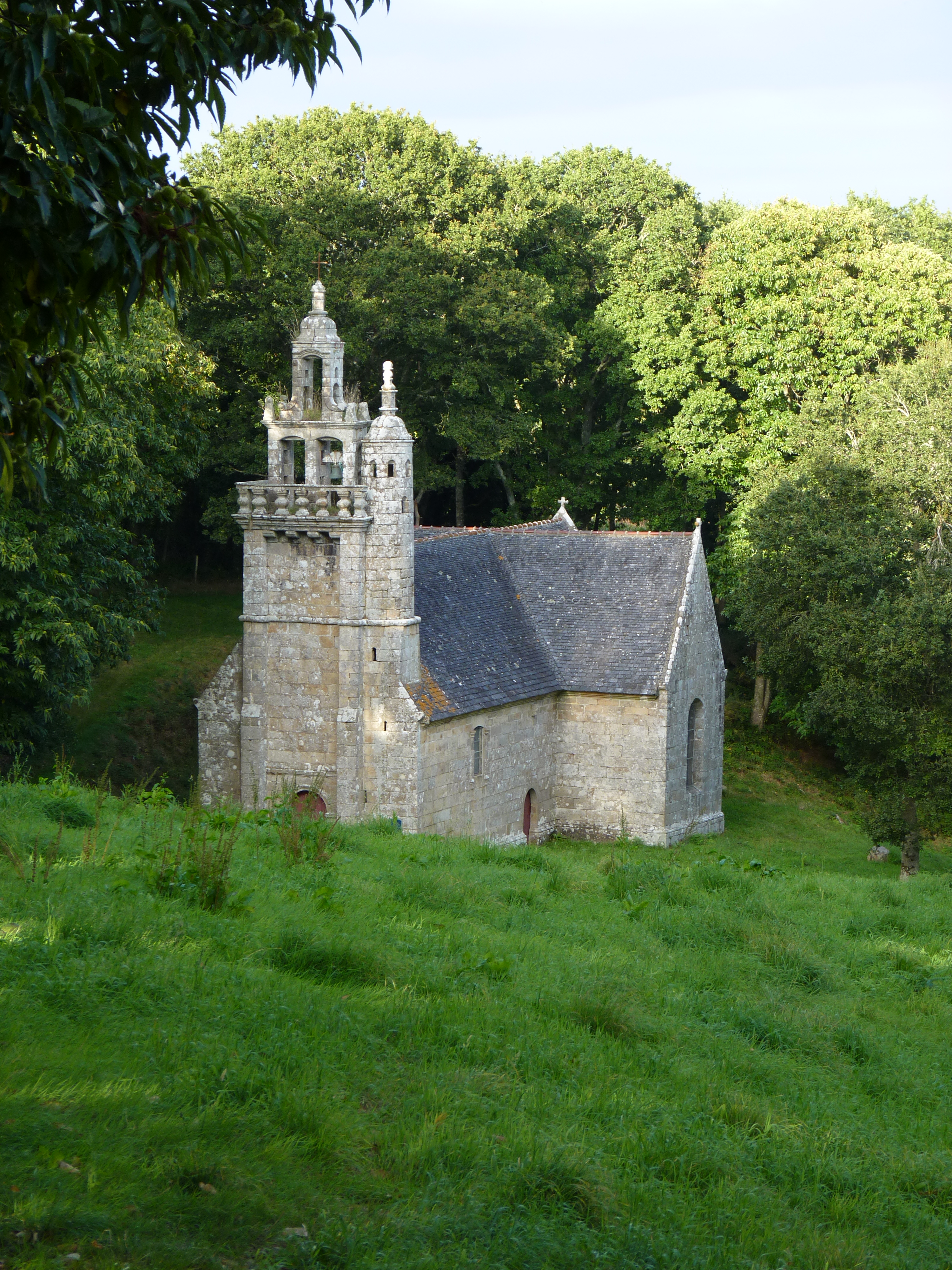
Часовня Сен-Люван
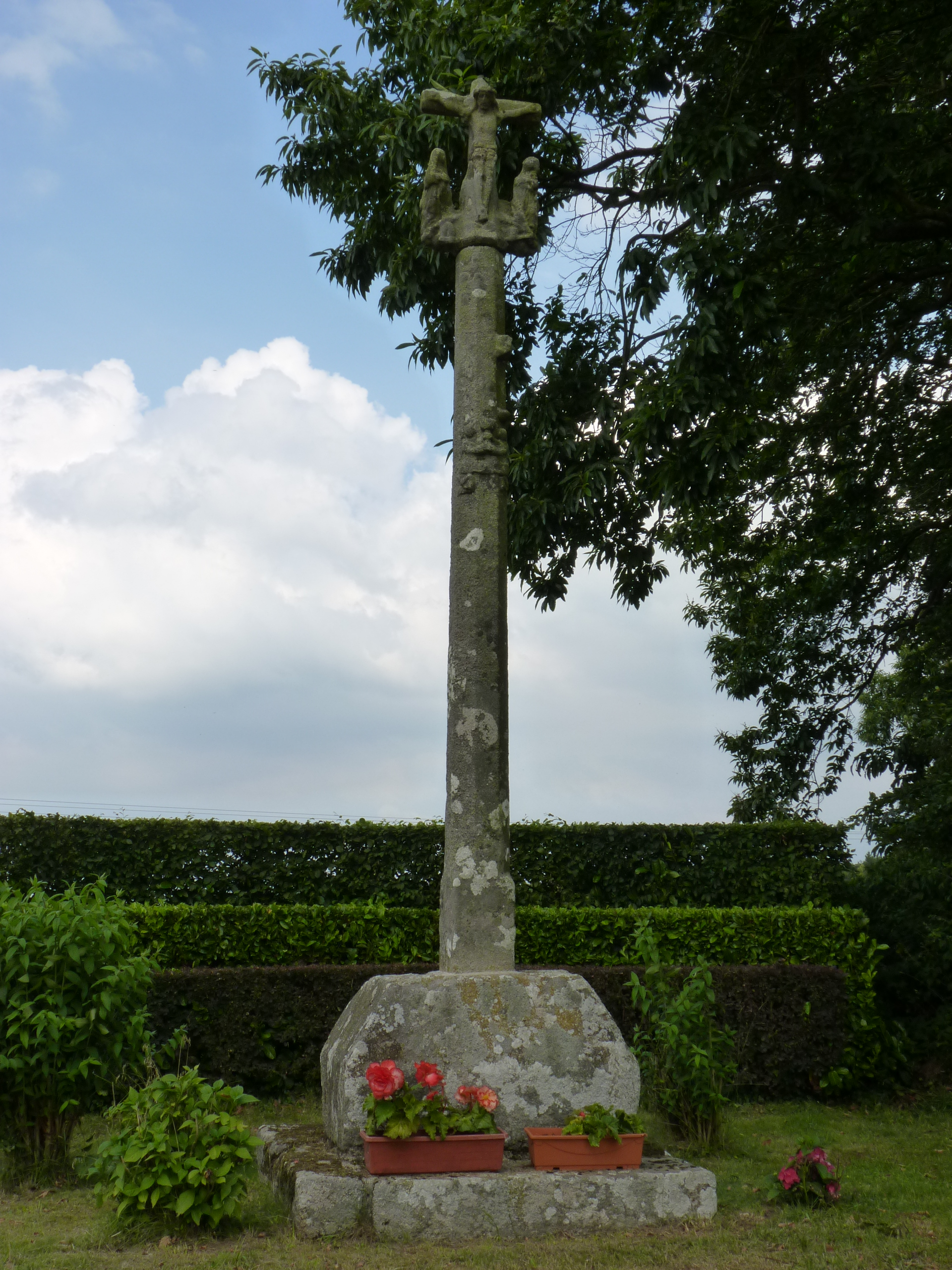
Придорожное распятие
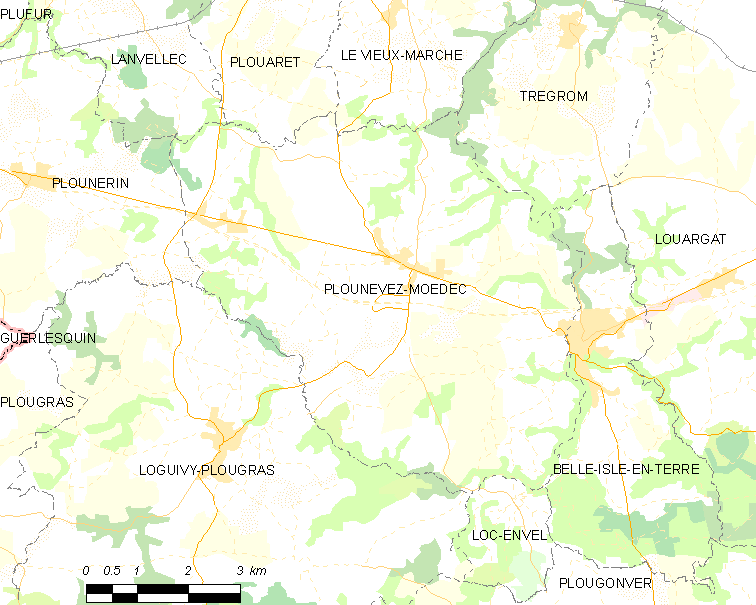
Карта коммуны